# Cisticola emini
El cistícola de las rocas (Cisticola emini) es una especie de ave paseriforme de la familia Cisticolidae propia del África subsahariana.

## Taxonomía
Anteriormente se consideraba conespecífico del cistícola perezoso (Cisticola aberrans).
Se reconocen cuatro subespecies:
- C. e. admiralis – se encuentra en África occidental;
- C. e. petrophilus – propia de África central, se extiende desde Nigeraia por el norte de la República Democrática del Congo hasta Sudán del Sur y Uganda;
- C. e. emini – se encuentra en el sur de Kenia y el norte de Tanzania;
- C. e. bailunduensis – localizada en Angola.